# Monodactylopsis
Monodactylopsis là một chi rêu trong họ Lepidoziaceae.